# 浮婺乐联合县
浮婺乐联合县，中国旧县名。
闽浙赣苏区设。1933年由江西省浮梁、乐平和安徽省婺源三县析置（婺源县今属江西省）。以三县首字为名。1934年撤销，仍归各县。